# 張烈妃
張烈妃（？—1642年），原籍浙江宁波府，其父张有光迁居济宁州，明朝末年鲁藩镇国将军朱以海的夫人。
張氏是张有光的长女，朱以海担任镇国将军时纳張氏为夫人，崇祯十五年（1642年），清军攻陷兖州，朱以海的哥哥鲁王朱以派殉难。清兵想要侵犯張氏，張氏不从，她自刎死于墙下。崇祯十七年（1644年）朱以海袭封鲁王。弘光元年（1645年）朱以海在绍兴府监国，追谥張氏为烈妃。